# Bassens (Savoie)
Cet article concerne la commune de Savoie. Pour celle de Gironde, voir Bassens (Gironde).
Bassens [basɛ̃] est une commune française située dans le département de la Savoie en région Auvergne-Rhône-Alpes. Elle fait partie de l'agglomération chambérienne et du Grand Chambéry.

## Géographie

### Situation

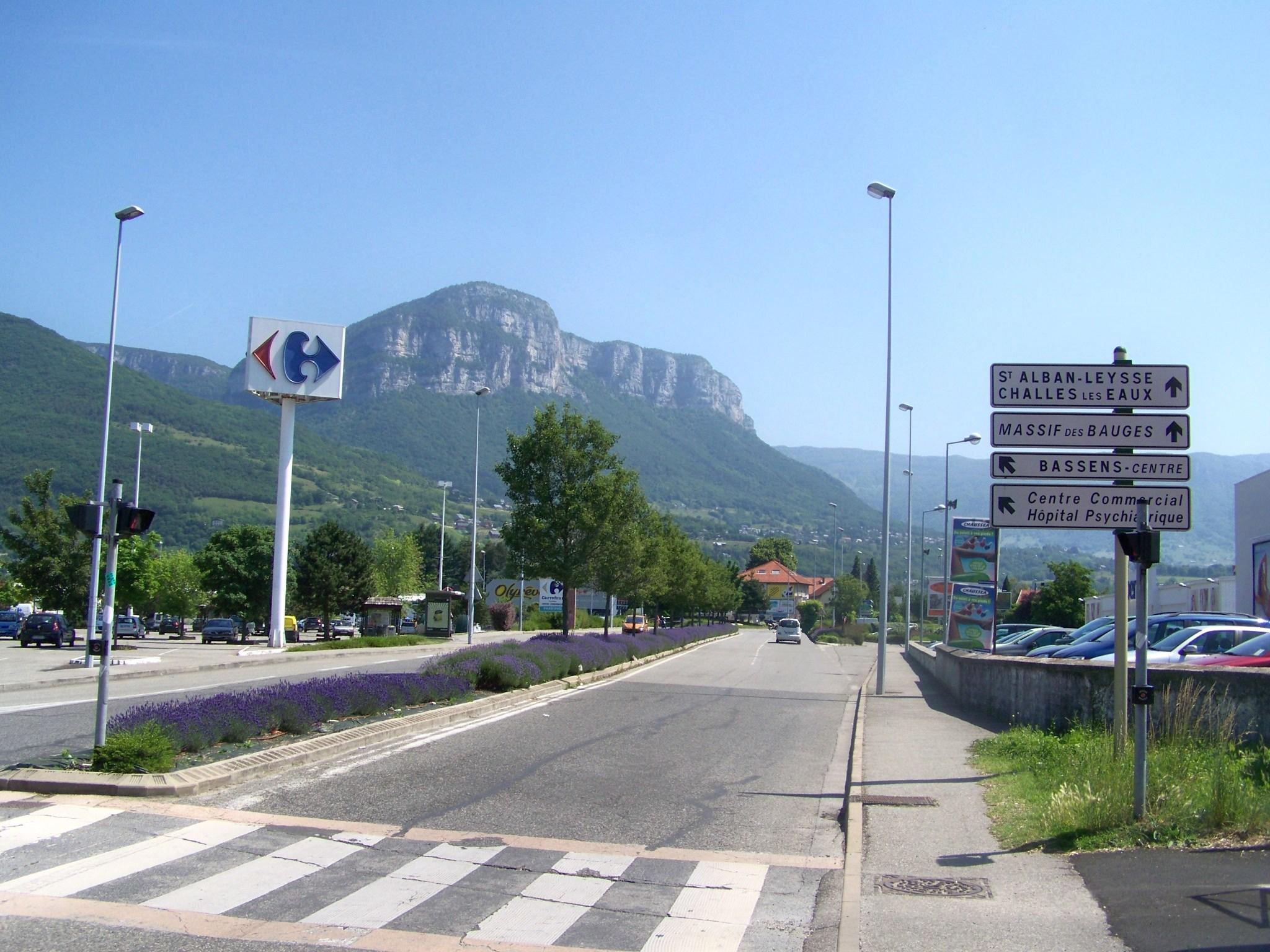
Avenue venant de Chambéry traversant le centre commercial de Bassens, avec le mont Peney (Bauges) en arrière-plan.

Bassens se trouve à l'est de la ville de Chambéry dans le département de la Savoie, sur les contreforts sud de la chaîne du Revard (massif des Bauges).
La commune est proche du parc naturel régional des Bauges situé a environ 3 km en allant vers Saint-Jean-d'Arvey.

### Communes limitrophes
Bassens est commune limitrophe de Chambéry, avec laquelle elle partage sa limite ouest. De par sa relativement faible superficie, la commune ne possède que deux autres communes limitrophes : Barberaz au sud et Saint-Alban-Leysse à l'est. La commune de La Ravoire est située au sud-est de Bassens mais n’a pas véritablement de limite commune car « coincée entre » Barberaz et Saint-Alban-Leysse.
|          |          | Saint-Alban-Leysse |
| Chambéry | Bassens  |                    |
|          | Barberaz |                    |

### Géologie et relief
La superficie de la commune est de 311 hectares ; son altitude varie de 280  à   564 mètres.
Le point le plus haut est au niveau des Monts en allant vers Verel-Pragondran.

### Hydrographie
En termes d'hydrographie, la rivière Leysse longe la commune dont elle marque par ailleurs la limite sud qu'elle partage avec Barberaz.

### Voies de communication et transport

#### Voies routières
La commune de Bassens voit passer à l'extrême sud-ouest de son territoire la route nationale 201 (N 201, la Voie Rapide Urbaine (VRU) de Chambéry) à sa sortie du tunnel des Monts en direction de l’A41 pour Grenoble et de l’A43 pour les vallées et l’Italie.
La D 1006 (ex-nationale 6), reliant Paris à l'Italie par le col du Mont-Cenis, passe également au sud de la commune, dont elle marque par ailleurs la limite avec la commune de Barberaz.

#### Transport ferroviaire
La gare ferroviaire la plus proche est la gare de Chambéry-Challes-les-Eaux située à 2 kilomètres et située sur la ligne de la Maurienne passant non loin au sud-ouest de Bassens. Des correspondances TGV existent pour relier notamment Paris mais aussi Turin et Milan en Italie. Les liaisons régionales (TER) pour leur part permettent de relier les communes de Lyon, Grenoble, Annecy, Genève et les vallées savoyardes que sont la Tarentaise et la Maurienne.

#### Transport aérien
L'aéroport le plus proche est l’aéroport de Chambéry-Savoie situé à 8 kilomètres au nord de Chambéry. Un aérodrome, l'aérodrome de Chambéry - Challes-les-Eaux, est également située sur la commune de Challes-les-Eaux à moins d'une dizaine de kilomètres au sud-est de Bassens.

#### Bus

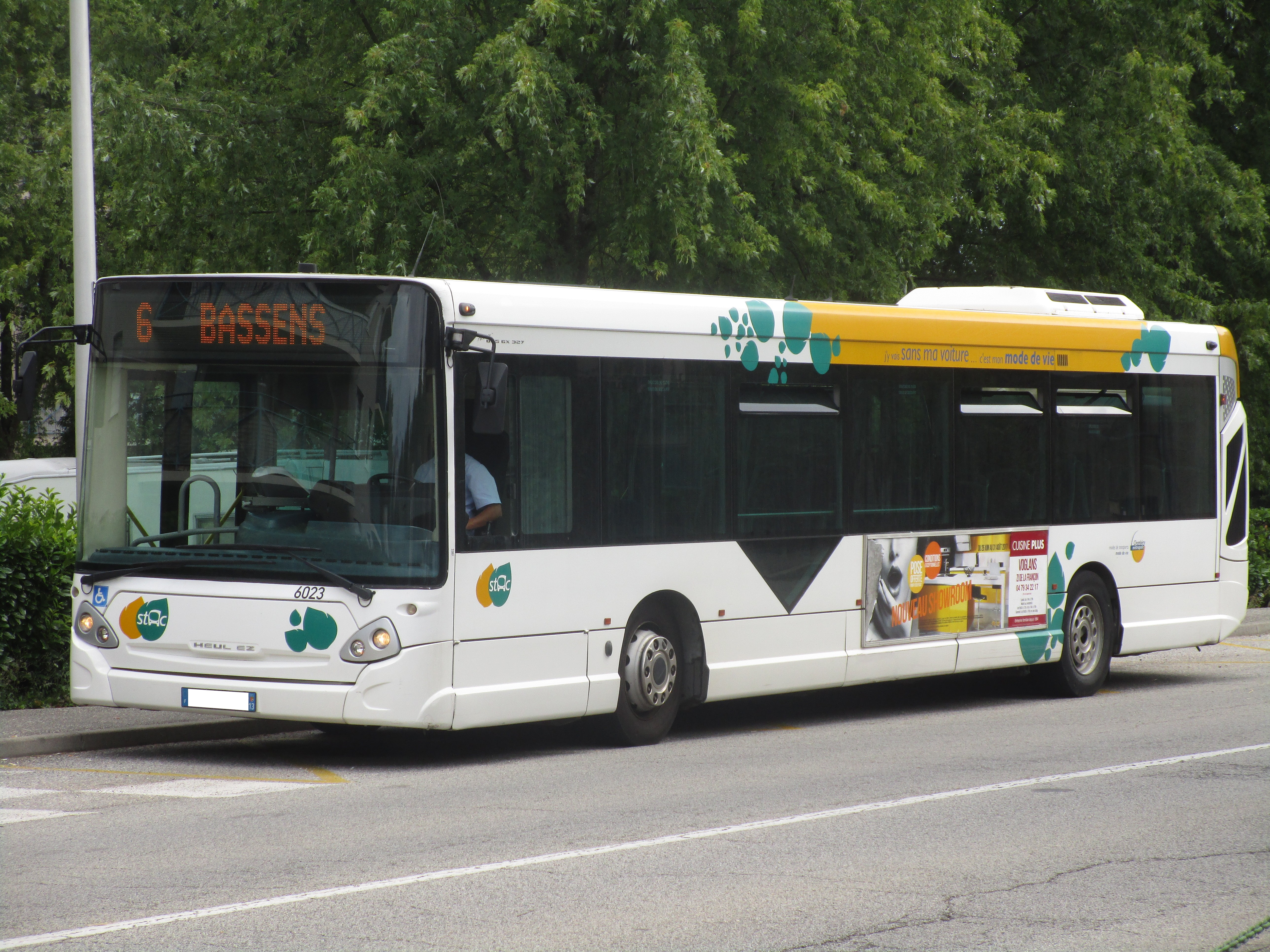
Un bus du réseau STAC, en direction de Bassens, à Saint-Baldoph en août 2017.

Le territoire communal est desservi par trois lignes du réseau de bus Synchro (réseau de transport), géré conjointement par Grand Chambéry et Keolis. Les lignes concernées sont :
- la ligne   B  , qui traverse le centre commercial qui relie Sonnaz à Barby.
- la ligne   D  , qui traverse Bassens d’est en ouest, relie Saint-Alban-Leysse au quartier de Bissy (plus précisément à Chamoux). Elle dessert quatre arrêts dans la commune (“Boulodrome”, “Bassens Centre”, “Hôpital Bassens” et “Gonrat”).
- la ligne  6 , qui arrive sur le territoire depuis l’est et dispose de son terminus à Bassens, relie la commune à Saint-Baldoph. Outre son terminus (“Galion”), elle dessert quatre arrêts dans la commune (“Boulodrome”, “Bassens Centre”, “Hôpital Bassens” et “Longefand”).
- la ligne  11 , qui entre sur le territoire communal à l’est et en sort au nord, relie le collège de Maistre, dans la commune voisine de Saint-Alban-Leysse, à Verel-Pragondran. Elle dessert deux arrêts sur le territoire bassinot (“Boulodrome” et “Praz du Nant”) ainsi qu’un situé à la limite avec Verel-Pragondran (“Bémaz”). En heures creuses, cette ligne est assurée en transport à la demande, ce qui permet, en réservant son trajet jusqu’à deux heures avant l’heure souhaitée, d’être récupéré par un bus et déposé à l’arrêt Boulodrome, d’où la ligne D assure des départs vers le centre-ville de Chambéry.

Le dimanche et les jours fériés, seules les lignes   B   et   D   circulent. Le réseau de nuit ayant été supprimé dans le cadre du nouveau réseau, la commune ne voit plus de bus traverser son territoire après 22 ou 23 heures, selon les jours.

### Climat
Pour des articles plus généraux, voir Climat d'Auvergne-Rhône-Alpes et Climat de la Savoie.
En 2010, le climat de la commune est de type climat des marges montargnardes, selon une étude du Centre national de la recherche scientifique s'appuyant sur une série de données couvrant la période 1971-2000. En 2020, Météo-France publie une typologie des climats de la France métropolitaine dans laquelle la commune est exposée à un climat de montagne ou de marges de montagne et est dans la région climatique Alpes du nord, caractérisée par une pluviométrie annuelle de 1 200 à 1 500 mm, irrégulièrement répartie en été.
Pour la période 1971-2000, la température annuelle moyenne est de 11 °C, avec une amplitude thermique annuelle de 19,7 °C. Le cumul annuel moyen de précipitations est de 1 234 mm, avec 9,8 jours de précipitations en janvier et 8,2 jours en juillet. Pour la période 1991-2020, la température moyenne annuelle observée sur la station météorologique de Météo-France la plus proche, « Challes les Eaux », sur la commune de Challes-les-Eaux à 5 km à vol d'oiseau, est de 11,8 °C et le cumul annuel moyen de précipitations est de 1 147,6 mm,. Pour l'avenir, les paramètres climatiques de la commune estimés pour 2050 selon différents scénarios d'émission de gaz à effet de serre sont consultables sur un site dédié publié par Météo-France en novembre 2022.
| Mois                                  | jan.            | fév.             | mars             | avril           | mai           | juin           | jui.           | août           | sep.            | oct.            | nov.             | déc.             | année     |
| ------------------------------------- | --------------- | ---------------- | ---------------- | --------------- | ------------- | -------------- | -------------- | -------------- | --------------- | --------------- | ---------------- | ---------------- | --------- |
| Température minimale moyenne (°C)     | −1,8            | −1,5             | 1,7              | 5,1             | 9,5           | 13,2           | 15             | 14,6           | 11              | 7,2             | 2,3              | −1               | 6,3       |
| Température moyenne (°C)              | 2,3             | 3,6              | 7,8              | 11,4            | 15,6          | 19,4           | 21,5           | 21,1           | 16,9            | 12,3            | 6,5              | 2,9              | 11,8      |
| Température maximale moyenne (°C)     | 6,4             | 8,7              | 13,9             | 17,7            | 21,7          | 25,6           | 28,1           | 27,7           | 22,8            | 17,4            | 10,8             | 6,8              | 17,3      |
| Record de froid (°C) date du record   | −23 14.01.1960  | −22,1 15.02.1956 | −16,1 07.03.1970 | −8,1 08.04.1956 | −4 02.05.1962 | 0,3 03.06.1962 | 3,1 07.07.1962 | 3,9 21.08.1972 | −1,2 27.09.1972 | −6 30.10.1950   | −12,8 30.11.1973 | −19,9 03.12.1973 | −23 1960  |
| Record de chaleur (°C) date du record | 17,9 15.01.1975 | 21,9 28.02.1960  | 27,1 22.03.1990  | 29,5 21.04.18   | 33,7 24.05.09 | 37,5 19.06.22  | 39,8 31.07.20  | 40,9 24.08.23  | 33,7 10.09.23   | 30,6 04.10.1966 | 25,3 12.11.18    | 23,3 18.12.1989  | 40,9 2023 |
| Précipitations (mm)                   | 95,1            | 74               | 86,5             | 83,4            | 99,7          | 97,2           | 93,3           | 100,2          | 97,1            | 101,3           | 107,6            | 112,2            | 1 147,6   |

## Urbanisme

### Typologie
Au 1er janvier 2024, Bassens est catégorisée grand centre urbain, selon la nouvelle grille communale de densité à sept niveaux définie par l'Insee en 2022.
Elle appartient à l'unité urbaine de Chambéry, une agglomération intra-départementale regroupant 35  communes, dont elle est une commune de la banlieue,,. Par ailleurs la commune fait partie de l'aire d'attraction de Chambéry, dont elle est une commune du pôle principal,. Cette aire, qui regroupe 115 communes, est catégorisée dans les aires de 200 000 à moins de 700 000 habitants,.

### Occupation des sols
L'occupation des sols de la commune, telle qu'elle ressort de la base de données européenne d’occupation biophysique des sols Corine Land Cover (CLC), est marquée par l'importance des territoires artificialisés (58,9 % en 2018), en augmentation par rapport à 1990 (52 %). La répartition détaillée en 2018 est la suivante : 
zones urbanisées (48,4 %), zones agricoles hétérogènes (30 %), forêts (11,2 %), zones industrielles ou commerciales et réseaux de communication (10,5 %).
L'IGN met par ailleurs à disposition un outil en ligne permettant de comparer l’évolution dans le temps de l’occupation des sols de la commune (ou de territoires à des échelles différentes). Plusieurs époques sont accessibles sous forme de cartes ou photos aériennes : la carte de Cassini (XVIIIe siècle), la carte d'état-major (1820-1866) et la période actuelle (1950 à aujourd'hui).

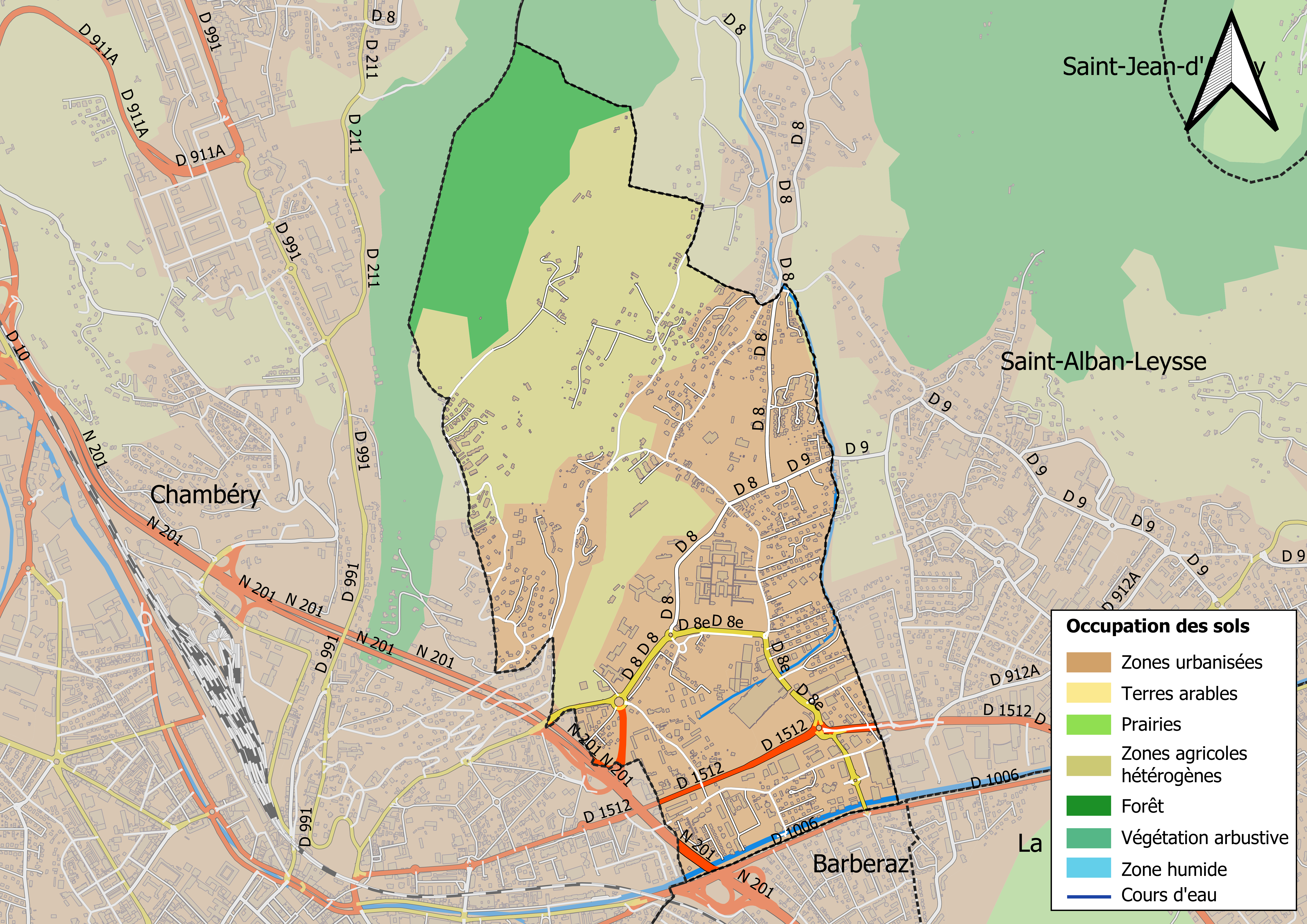
Carte des infrastructures et de l'occupation des sols en 2018 (CLC) de la commune.
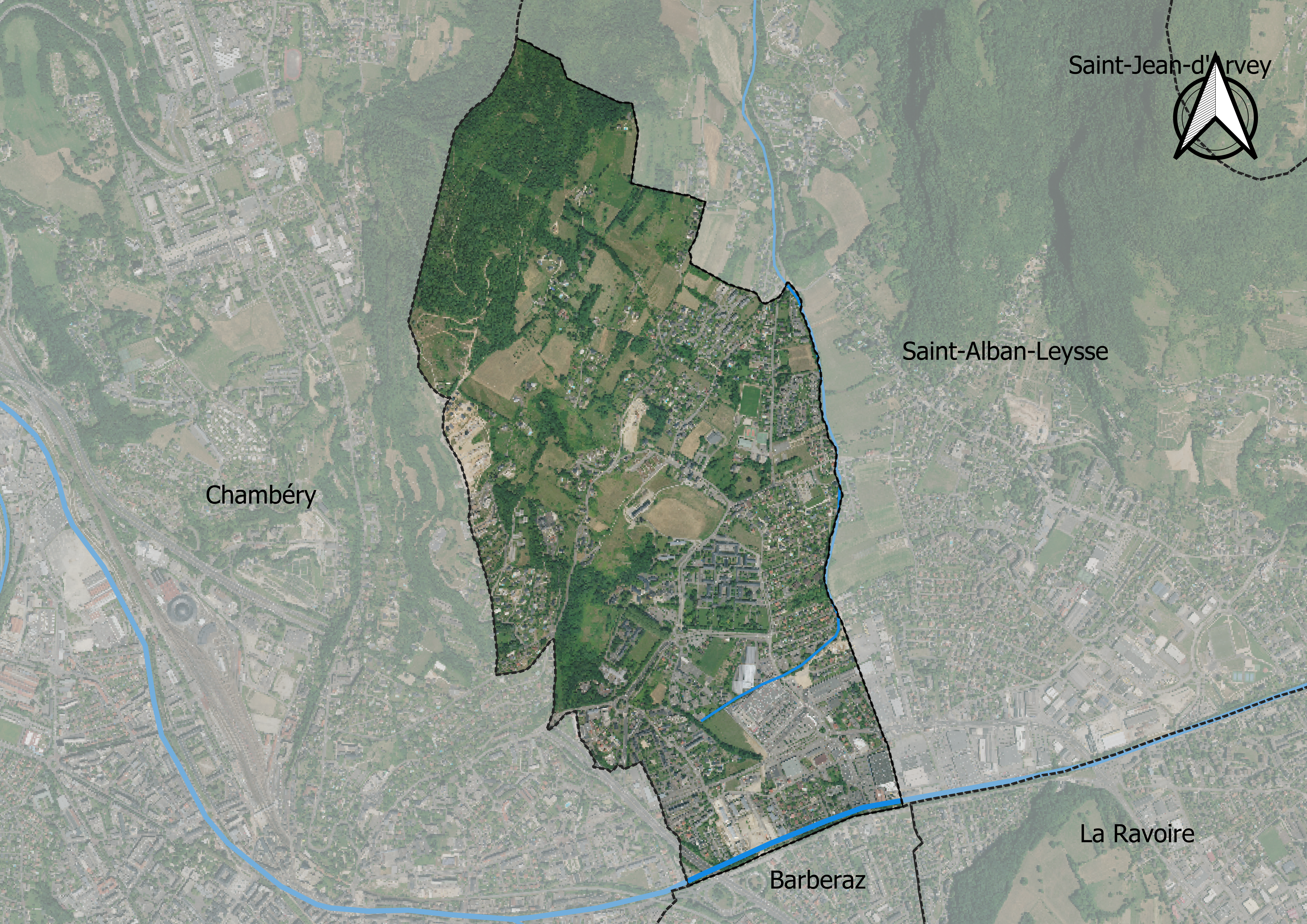
Carte orthophotogrammétrique de la commune.

## Toponymie
- D´origine burgonde, selon Perrenot d´un primitif Bassingos, dérivé du nom propre Basso.
- Baisinis ou Basinis vers 1100, Basins en 1164, Baisins au XIIe siècle, Bacins en 1224, Bassinum en 1234, Bacinum en 1479, Bassin en 1675, Bassins en 1732.

En francoprovençal, le nom de la commune s'écrit Bassè (graphie de Conflans) ou Bassens (ORB).

## Histoire
Durant la Première Guerre mondiale, de nombreux soldats belges blessés, en particulier par les gaz, ont été soignés dans l'hôpital de la commune. Une centaine d'entre eux sont morts de leurs blessures, et sont enterrés dans le cimetière de la commune, dans un carré militaire belge.

## Politique et administration

### Administration municipale
Le conseil municipal de Bassens se compose du maire, de huit adjoints, de 4 conseillers municipaux délégués et de 14 conseillers municipaux.
Voici ci-dessous le partage des sièges au sein du conseil municipal :

### Tendances politiques et résultats
|                                 | 1er score | 1er score                                               | 2e score | 2e score                                | Participation |
| Élections européennes de 2014   |           | 23,33 % pour Renaud Muselier (UMP)                      |          | 21,34 % pour Jean-Marie Le Pen (FN)     | 45,88 %       |
| Élections municipales de 2014   |           | 50,15 % pour Alain Thieffenat (SE)                      |          | 49,84 % pour Jean-Pierre Burdin (DVG)   | 63,56 %       |
| Élection présidentielle de 2012 |           | 55,75 % pour Nicolas Sarkozy (UMP)                      |          | 44,25 % pour François Hollande (PS)     | 82,31 %       |
| Élections législatives de 2012  |           | 53,27 % pour Bernadette Laclais (PS)                    |          | 46,73 % pour Christiane Brunet (DVD)    | 55,09 %       |
| Élections régionales de 2010    |           | 51,74 % pour Jean-Jack Queyranne (PS)                   |          | 35,97 % pour Françoise Grossetête (UMP) | 52,94 %       |
| Élections cantonales de 2008    |           | 65,92 % pour Jean-Pierre Burdin (PRG) (élu au 1er tour) |          | 23,02 % pour Christiane Nantois (DVD    | 62,02 %       |

### Liste des maires
| Période                                  | Période                       | Identité            | Étiquette | Qualité |
| ---------------------------------------- | ----------------------------- | ------------------- | --------- | --- |
| juin 1995                                | mars 2014                     | Jean-Pierre Burdin  | PRG       | Architecte Conseiller général du canton de Saint-Alban-Leysse (2001 → 2015) Vice-président de Chambéry métropole |
| mars 2014                                | octobre 2024                  | Alain Thieffenat    | DVD       | Chef d'entreprise retraité                                                                                       |
| octobre 2024                             | En cours (au 13 juillet 2025) | Catherine Anxionnaz | SE        | |
| Les données manquantes sont à compléter. |                               |                     |           | |

### Jumelages
Bassens (Gironde) (France).

## Population et société

### Démographie
L'évolution du nombre d'habitants est connue à travers les recensements de la population effectués dans la commune depuis 1793. Pour les communes de moins de 10 000 habitants, une enquête de recensement portant sur toute la population est réalisée tous les cinq ans, les populations de référence des années intermédiaires étant quant à elles estimées par interpolation ou extrapolation. Pour la commune, le premier recensement exhaustif entrant dans le cadre du nouveau dispositif a été réalisé en 2004.

En 2022, la commune comptait 5 118 habitants, en évolution de +18,86 % par rapport à 2016 (Savoie : +3,63 %, France hors Mayotte : +2,11 %).
| 1793 | 1800 | 1806 | 1822 | 1838 | 1848 | 1858 | 1861 | 1866 |
| ---- | ---- | ---- | ---- | ---- | ---- | ---- | ---- | ---- |
| 285  | 426  | 418  | 435  | 453  | 426  | 443  | 765  | 462  |

| 1872 | 1876  | 1881  | 1886  | 1891  | 1896  | 1901  | 1906  | 1911  |
| ---- | ----- | ----- | ----- | ----- | ----- | ----- | ----- | ----- |
| 919  | 1 035 | 1 028 | 1 030 | 1 090 | 1 184 | 1 194 | 1 195 | 1 313 |

| 1921  | 1926  | 1931  | 1936  | 1946  | 1954  | 1962  | 1968  | 1975  |
| ----- | ----- | ----- | ----- | ----- | ----- | ----- | ----- | ----- |
| 1 437 | 1 526 | 1 715 | 1 970 | 2 087 | 2 833 | 3 009 | 3 548 | 4 016 |

| 1982  | 1990  | 1999  | 2004  | 2006  | 2009  | 2014  | 2019  | 2022  |
| ----- | ----- | ----- | ----- | ----- | ----- | ----- | ----- | ----- |
| 3 625 | 3 577 | 3 503 | 3 920 | 3 866 | 3 709 | 4 012 | 4 785 | 5 118 |

### Santé
Le centre hospitalier spécialisé départemental est installé à Bassens.

## Économie
La commune de Bassens accueille l'une des deux grandes unités commerciales de l’agglomération de Chambéry. Appelé Centre commercial de Bassens, le lieu regroupe diverses enseignes parmi lesquelles notamment celle du groupe Carrefour, ou encore Saint-Maclou, BUT ou Darty.

## Culture locale et patrimoine

### Lieux et monuments

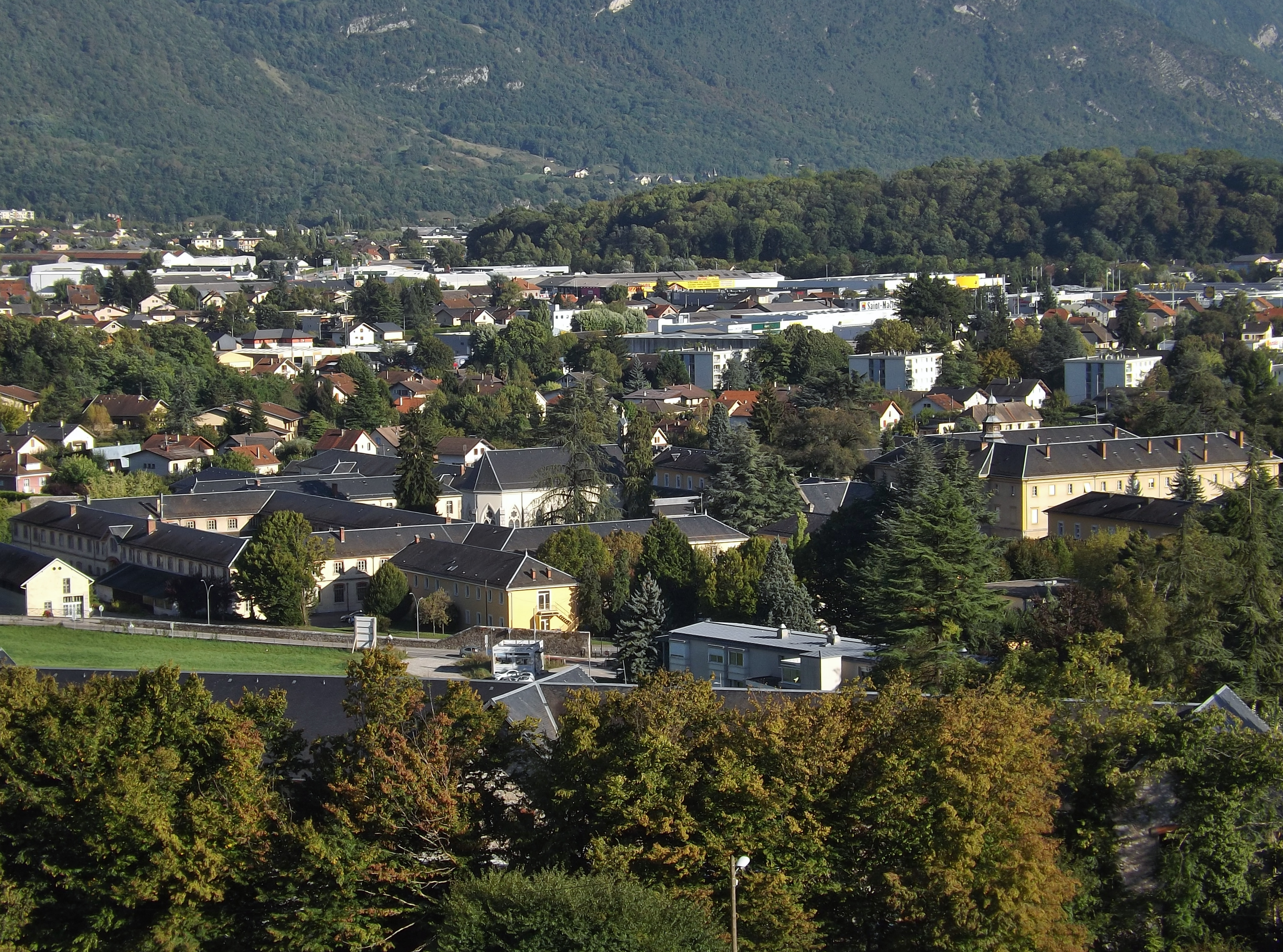
Vue aérienne du CHS d'origine devant les grandes surfaces de la zone commerciale.

À Bassens on peut encore remarquer des traces du passé.
Le plus imposant est le château de Bressieux daté de 1527, aujourd’hui intégré au centre hospitalier spécialisé (CHS) installé depuis le XIXe siècle. On y voit une belle façade du XVIIIe siècle, œuvre du maçon Jean Petet, ainsi que la maison forte de Lambert datée de 1314, située sous l'église, avec sa tour ronde et sa porte en accolade du XVIe siècle, et la Maison Pointet ou château La Thieppaz du XVIe siècle également, mais très remaniée.
Il y a également l’église Sainte-Thérése dont la façade date du XIXe siècle, avec de belles pièces à l’intérieur (christ en croix de bois naturel, statue de saint Barthélemy).

### Espaces verts et fleurissement
En 2014, la commune de Bassens a été récompensée par le « Concours des villes et villages fleuris » avec « une fleur »,.